# Zapa
Zapa, jedno od plemena američkih Indijanaca porodice Mainan koje zajedno s Roamainama jezuitski misionari kontaktiraju još 1641. u kraju između rijeka Pastaza i Tigre. Zapa i Roamaina pripadali su istoj narodnosnoj skupini. Njihova populacija iznosila je 1654. između 9,000 i 10,000. Ovo pleme kao i susjedni Andoe odvođeni su sa svojih rijeka kao robovi na encomiende. Jezuitski misionari koji su među Indijancima djelovali u 17. stoljeću do 1686. pokrstili su blizu 8,000 Zapa i Roamaina. Srodnost zapa s Roamainama je upitna. Steward i Metraux smatraju ih Zaparoima, ali njihova teorija počiva više na geografskoj nego jezičnoj osnovi. Postojanje obrazaca kao što su lov na glave i štitovi kojih nije bilo kod Zaparosa, Roamaine povezuju s Kandoshima, koji su poput Andoa akulturirani u Zaparose. Kulturno Roamaina su srodni Mainama, bave se uzgojem kukuruza, manioke i chonta-palme. odjeću nose, a izrađuju je od vlakana. Za razliku od Roamaina, Zapa Indijanci hodali su goli i spavali u hamacima (visećim ležaljkama).